# Tommy Samuelsson
Alf Tommy Samuelsson (* 12. Januar 1960 in Degerfors) ist ein ehemaliger schwedischer Eishockeyspieler und jetziger -trainer. Seit April 2021 ist er Cheftrainer des schwedischen Zweitligisten HV71.

## Karriere
Tommy Samuelsson begann seine Karriere als Eishockeyspieler in der Nachwuchsabteilung von Mariestads BoIS. Von dort wechselte er zum Färjestad BK, für dessen Profimannschaft er von 1976 bis 1995 durchgehend in der Elitserien, der höchsten schwedischen Spielklasse, aktiv war. In diesem Zeitraum gewann er mit der Mannschaft in den Jahren 1981, 1986 und 1988 jeweils den schwedischen Meistertitel. In den Jahren 1983, 1987, 1990 und 1991 scheiterte er mit dem Team zudem jeweils erst im Meisterschaftsfinale. Er selbst gehörte während seiner Zeit beim Färjestad BK zu den Führungsspielern des Vereins und wurde selbst in der Saison 1985/86 mit dem Guldpucken als bester schwedischer Spieler ausgezeichnet. Nach 19 Jahren beim FBK, schloss sich Samuelsson zur Saison 1995/96 dem CE Wien aus der Österreichischen EBundesliga an. Dort blieb er ebenso ein Jahr wie anschließend beim SC Luzern aus der Schweizer Nationalliga B. Im Anschluss an die Saison 1997/98, in der er erneut für den CE Wien auf dem Eis gestanden hatte, beendete der Schwede seine aktive Karriere.

### International
Für Schweden nahm Samuelsson im Juniorenbereich an der U18-Junioren-Europameisterschaft 1977 sowie den U20-Junioren-Weltmeisterschaften 1978, 1979 und 1980 teil. Bei der U18-EM 1977 gewann er mit seiner Mannschaft die Goldmedaille, bei den U20-Weltmeisterschaften gewann er zwei Bronze- und eine Silbermedaille.
Im Seniorenbereich stand er im Aufgebot seines Landes bei den Weltmeisterschaften 1981, 1982, 1983, 1986, 1989 und 1990 sowie bei den Olympischen Winterspielen 1980 in Lake Placid und 1988 in Calgary. Darüber hinaus vertrat er Schweden 1987 beim Canada Cup. Bei den Weltmeisterschaften 1981, 1986 und 1990 gewann er mit Schweden jeweils die Silbermedaille, bei den Olympischen Spielen 1980 und 1988 gewann er mit dem Team jeweils die Bronzemedaille.

### Trainerkarriere
Von 1999 bis 2004 war Samuelsson als Assistenztrainer bei seinem Stammverein Färjestad BK tätig. Mit der Mannschaft gewann er in dieser Position 2002 erneut den schwedischen Meistertitel und wurde 2003 und 2004 jeweils Vizemeister. Parallel dazu war er zwischen 2002 und 2006 Assistenztrainer der schwedischen Nationalmannschaft. In der Saison 2004/05 übernahm er erstmals das Amt des Cheftrainers, als er beim HC Innsbruck in Österreich hinter der Bande stand. Anschließend übernahm er den Trainerposten beim Skellefteå AIK aus der zweitklassigen HockeyAllsvenskan, mit dem er 2006 auf Anhieb den Aufstieg in die Elitserien erreichte. Im Anschluss an diesen Erfolg übernahm er erneut das Amt als Assistenztrainer beim Färjestad BK, bei dem er im Laufe der Saison 2007/08 den Cheftrainerposten von Roger Melin übernahm. 2009 und 2011 wurde er weitere Male Schwedischer Meister mit dem FBK.
Zwischen 2011 und 2014 trainierte er die Vienna Capitals aus der multinationalen EBEL, ehe er als Cheftrainer zu seinem Heimatverein Färjestad zurückkehrte. Dort war er weitere zwei Jahre im Amt. Anfang Juli 2016 wurde Samuelsson als neuer Cheftrainer des deutschen Erstligisten ERC Ingolstadt vorgestellt. Im November 2017 wurde er nach sieben Niederlagen in Folge entlassen.
Zwischen 2018 und 2020 war er Cheftrainer beim Skellefteå AIK. Im Mai 2020 wurde er von den ZSC Lions als Assistenztrainer verpflichtet.
Im April 2021 wurde er von HV71 als Cheftrainer verpflichtet, um den langjährigen Erstligisten wieder aus der HockeyAllsvenskan in diese zu führen.

## Erfolge und Auszeichnungen

### Als Spieler
| - 1981 Schwedischer Meister mit dem Färjestad BK - 1983 Schwedischer Vizemeister mit dem Färjestad BK - 1986 Schwedischer Meister mit dem Färjestad BK - 1986 Guldpucken | - 1987 Schwedischer Vizemeister mit dem Färjestad BK - 1988 Schwedischer Meister mit dem Färjestad BK - 1990 Schwedischer Vizemeister mit dem Färjestad BK - 1991 Schwedischer Vizemeister mit dem Färjestad BK |

#### International
| - 1977 Goldmedaille bei der U18-Junioren-Europameisterschaft - 1978 Silbermedaille bei der U20-Junioren-Weltmeisterschaft - 1979 Bronzemedaille bei der U20-Junioren-Weltmeisterschaft - 1980 Bronzemedaille bei der U20-Junioren-Weltmeisterschaft - 1980 Bronzemedaille bei den Olympischen Winterspielen | - 1981 Silbermedaille bei der Weltmeisterschaft - 1986 Silbermedaille bei der Weltmeisterschaft - 1988 Bronzemedaille bei den Olympischen Winterspielen - 1990 Silbermedaille bei der Weltmeisterschaft |

### Als Trainer
| - 2002 Schwedischer Meister mit dem Färjestad BK (als Assistenztrainer) - 2003 Schwedischer Vizemeister mit dem Färjestad BK (als Assistenztrainer) - 2004 Schwedischer Vizemeister mit dem Färjestad BK (als Assistenztrainer) - 2006 Aufstieg in die Elitserien mit dem Skellefteå AIK | - 2009 Schwedischer Meister mit dem Färjestad BK - 2009 Trainer des Jahres der Elitserien - 2011 Schwedischer Meister mit dem Färjestad BK |